# رودخانه ردا
رودخانه ردا (به انگلیسی: Reda (river)) رودخانه‌ای به‌طول ۴۵ کیلومتر است که در لهستان جریان دارد.